# LY9
L'antigène de surface de lymphocytes T Ly-9 est une protéine présente chez l'homme et qui est codée par le gène LY9,,.
LY9 a également été récemment désigné CD229.

## Interactions
LY9 peut interagir avec SH2D1A,.